# Константин Павлов (политик)
Константин Петров Павлов е български политик, доктор по социология и един от създателите на електронната поща abv.bg. През 2019 г. е избран за кмет на район „Лозенец“ в Столична община. Името му се свързва и с блог културата в България.

## Биография
Роден е през 1969 г. в Пловдив. През 1988 г. завършва Първа английска езикова гимназия. През 1996 г. се дипломира като инженер по радио и телевизия в Техническия университет в София. Занимава се с медии като водещ и продуцент на телевизионно предаване, автор на публикации в изданията ClubZ, „Дневник“, Offnews, „Терминал 3“, а впоследствие и като изследовател. Част е от екипа на научно-изследователския проект „Антилиберални дискурси и пропагандни съобщения в българските медии: разпространение и социално възприятие“, осъществен между 2016 и 2018 г., от който произлизат няколко доклада и публикации в индексираното списание „Критика и хуманизъм“. През 2019 г. защитава дисертация на тема „Ролята на интернет технологиите и социалните мрежи за гражданското участие в България (на примера на протестите юни 2013 - юли 2014 г.)“ за придобиване на образователната и научна степен „доктор“ по професионално направление Социология, антропология и науки за културата в катедра Социология на Софийския университет „Св Климент Охридски“. Хоноруван преподавател във Философския факултет на Софийския университет.
През 2017 г. издава стихосбирката „Хвърчило на надеждата“. Носител, заедно с Асен Генов, на Голямата награда за журналистика „Валя Крушкина“ в нейното първо издание от 2012 г.
През 2017 г. Константин Павлов участва в учредяването на ПП Движение „Да България!“. През 2019 г. се явява на местните избори като кандидат за кмет на столичния район „Лозенец“ на КП „Демократична България“ и печели на втори тур с 56,85% от гласовете.